# Glasgraben (Rosaliengebirge)
Der Glasgraben ist ein rund zwei Kilometer langes Tal in Nordwest-Südostrichtung im Rosaliengebirge in Niederösterreich in den Gemeindegebieten von Hochwolkersdorf und Schwarzenbach. In ihm liegt die Schwarzenbacher Rotte Glasgraben. Das Tal wird im Westen durch das sogenannte Hackbichl und im Osten durch die sogenannte Radschuhleiten begrenzt. In der Josephinischen Landesaufnahme wird das Tal auch "Klasgraben" genannt. Durch den Glasgraben fließt der Glasgrabenbach.
Koordinaten: 47° 40′ 38″ N, 16° 19′ 26″ O